# Kreis Herzogtum Lauenburg
Der Kreis Herzogtum Lauenburg ist ein Kreis im Land Schleswig-Holstein und gehört zur Metropolregion Hamburg.

## Geografie
Der Kreis ist der südlichste Kreis Schleswig-Holsteins. Er grenzt im Nordwesten und Norden an den Kreis Stormarn und an die kreisfreie Stadt Lübeck, im Osten an den Landkreis Nordwestmecklenburg und an den Landkreis Ludwigslust-Parchim, beide in Mecklenburg-Vorpommern, im Süden auf der anderen Seite der Elbe an den Landkreis Lüneburg und an den Landkreis Harburg in Niedersachsen und im Westen an das Land Hamburg.
Der Kreis ist auch heute noch sehr waldreich. Er enthält mit dem Sachsenwald das größte zusammenhängende Waldgebiet Schleswig-Holsteins und mit dem Naturpark Lauenburgische Seen einen der ältesten Naturparks in Schleswig-Holstein.
Seit dem 14. Jahrhundert war der Kreis ein Herzogtum; nach der Angliederung an die preußische Provinz Schleswig-Holstein 1876 durfte der neue Kreis als Reminiszenz an seine Vergangenheit die Bezeichnung „Herzogtum“ weiterführen. Sie hat sich bis heute im amtlichen Namen des Kreises erhalten. Verwaltungssitz des Kreises ist Ratzeburg, die größte Stadt ist Geesthacht.
|                              | Hansestadt Lübeck                                     | Landkreis Nordwestmecklenburg (Mecklenburg-Vorpommern) |
| Kreis Stormarn               | Kompassrose, die auf Nachbargemeinden zeigt           |                                                        |
| Freie und Hansestadt Hamburg | Landkreis Harburg, Landkreis Lüneburg (Niedersachsen) | Landkreis Ludwigslust-Parchim (Mecklenburg-Vorpommern) |

## Geschichte

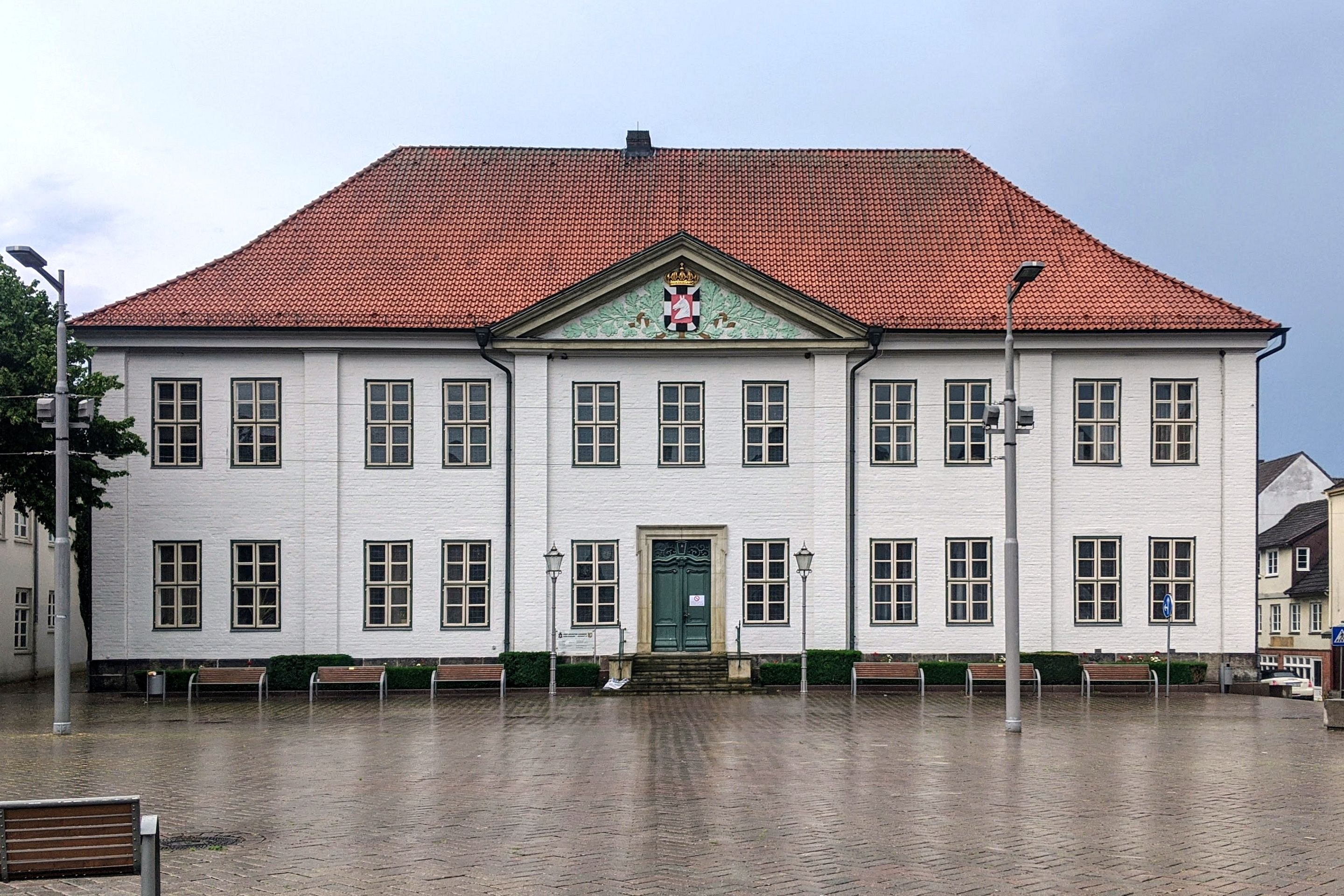
Altes Kreishaus am Ratzeburger Markt, heute Sitz des Kreisarchivs

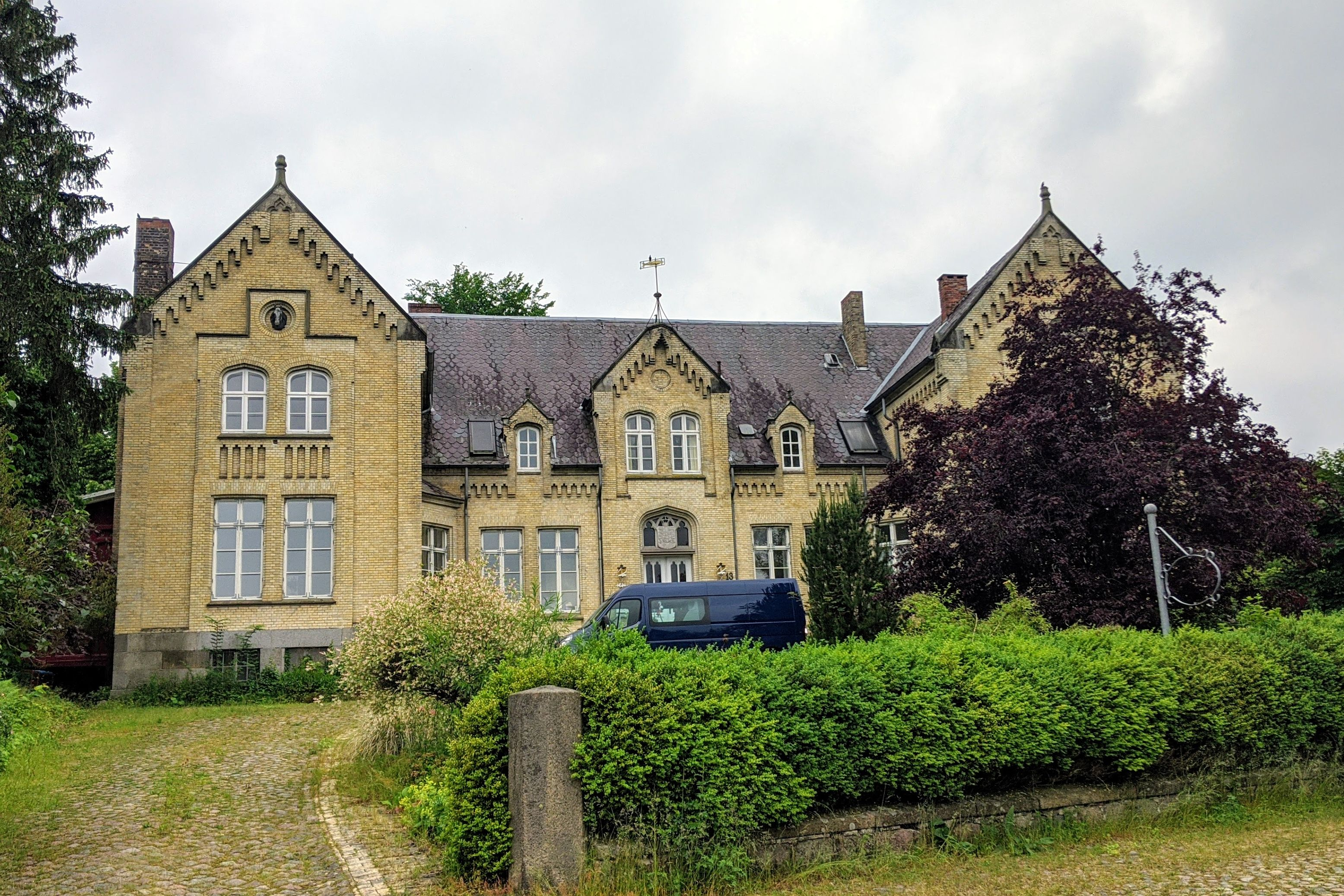
Altes Landratsamt auf dem Wedenberg in Ratzeburg

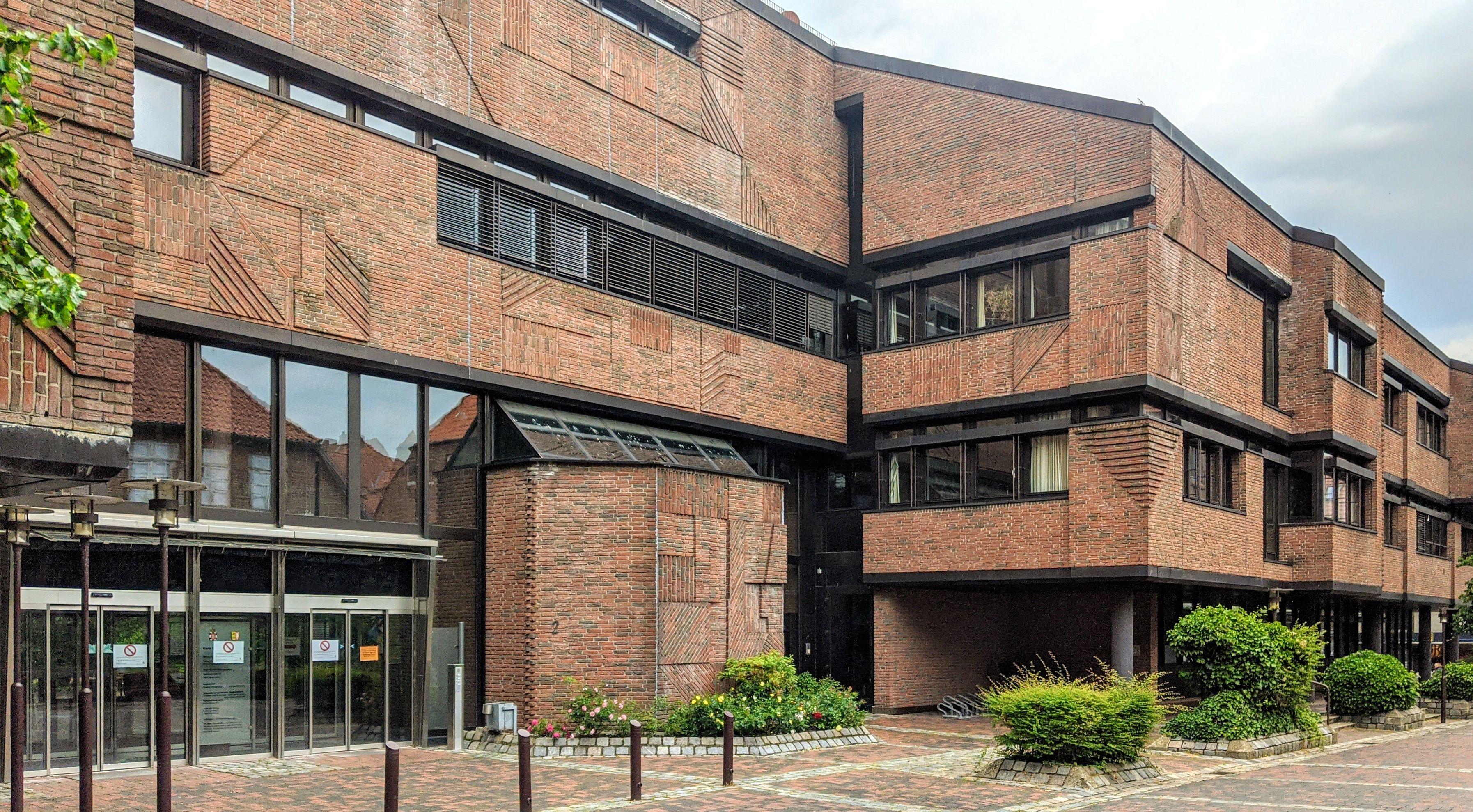
Heutiges Kreishaus in der Ratzeburger Barlachstraße

Das Kreisgebiet entspricht im Wesentlichen den nordelbischen Teilen des historischen Herzogtums Sachsen-Lauenburg. In Nord-Süd-Richtung verlief hier im Frühmittelalter der Limes Saxoniae als Schutzstreifen des Sächsischen Reiches vor den Slawen.
Nach dem Aussterben der letzten askanischen Herzöge und einem langwierigen Erbfolgestreit fiel das Herzogtum zunächst 1702 an das Kurfürstentum Braunschweig-Lüneburg („Kurhannover“), ab 1811 gehörte es als Teil des Département des Bouches de l’Elbe kurzzeitig zu Frankreich und fiel dann auf dem Wiener Kongress 1815 an das dänische Königshaus. Es wurde jedoch staatsrechtlich nie Teil Dänemarks, sondern war mit der dänischen Krone durch Personalunion verbunden.
Nach dem Deutsch-Dänischen Krieg 1864 wurde es kurzzeitig von Österreich verwaltet und 1865 als Folge der Gasteiner Konvention in Personalunion mit Preußen vereinigt. Der preußische König Wilhelm I. wurde als „Herzog von Lauenburg“ neuer Landesherr und der preußische Ministerpräsident Otto von Bismarck übernahm das Amt des „Ministers für Lauenburg“. Am 1. Juli 1876 wurde das Herzogtum als „Landkreis Herzogtum Lauenburg“ in die preußische Provinz Schleswig-Holstein eingegliedert. Als Nachfolger der Lauenburgischen Ritter- und Landschaft übernahmen Kreisausschuss und Landrat 1882 die Bestimmung im Lauenburgischen Landeskommunalverband, der seit 1872 über das Gros des ehemals landesherrlichen Vermögens verfügte.

### NS-Zeit
Mölln war die „braune Hauptstadt“ des Kreises Herzogtum Lauenburg. Schon bei der Reichstagswahl Mai 1924 erzielte die NSDAP noch als Deutsch-Völkisch-Sozialer Block mit 24,6 % in Mölln fast ein Viertel der Wählerstimmen. Es waren vor allem frustrierte Handwerker und Kleinunternehmer, die sich den „Braunen“ anschlossen. Nur in Kappeln im Kreis Schleswig erreichte die NSDAP mit 27,5 % schon so früh noch mehr Stimmen in Schleswig-Holstein. Später wurde Mölln Sitz der NSDAP-Kreisleitung. Die Arbeitslosigkeit war nicht signifikant höher als in anderen Städten wie Ratzeburg oder Lauenburg/Elbe. Dort wie in den Dörfern konnten die radikalen Rechten zunächst kaum Anhänger finden. Die Stimmen für die NSDAP kamen vermutlich vor allem aus dem verarmten Mittelstand, d. h. von Händler, Handwerker und Gewerbetreibende, die unter den Folgen des Ersten Weltkrieges litten. Erst nach dem Ausbruch der Weltwirtschaftskrise 1929 gewann die NSDAP weitere Wählergruppen. Im Kreisgebiet stieg ihr Stimmenanteil bei der Reichstagswahl 1930 auf 25,4 % und bei den Reichstagswahlen 1932 auf 48,9 %. Nach der „Machtergreifung“ 1933 schloss die NSDAP in der Ratzeburger Stadtverordnetenversammlung beispielsweise die drei Sozialdemokraten aus. Der frühere Möllner SPD-Vorsitzende und Stadtrat Johann Michel wurde verhaftet. Die politischen Gegner blieben meist einige Tage bis Monate in Konzentrationslagern. Es war eine deutliche Warnung an alle, sich nicht außerhalb der NSDAP zu betätigen. Der NS-Staat schaltete die Gesellschaft gleich. Die Freie Turnerschaft Schwarzenbek etwa, ein Arbeitersportverein, wurde ebenso aufgelöst wie der Ratzeburger Bürgerverein. Andere lauenburgische Klubs wurden in die Organisationen der NSDAP eingegliedert.
Gleichzeitig wurde aufgerüstet. In Mölln entstand die Waffenfabrik „Muna“ auf einem 210 Hektar großen Gelände in der heutigen Waldstadt. Zur Aufrüstung der Wehrmacht gehörte auch die Ansiedlung des Schraubenherstellers „Bauer & Schaurte“ (später Firma Fette) in Schwarzenbek. Auch im Kreis Herzogtum-Lauenburg wurden Juden deportiert. Bereits am 1. April 1933 forderte die NSDAP die Einwohner auf, jüdische Geschäfte zu boykottieren. 1938 verschärften sie ihr Vorgehen. So schlossen sie das Kaufhaus der Familie Rosenberg in der Ratzeburger Domstraße. Willy Rosenberg und seine Frau Martha, zusammen mit etwa zehn anderen Familien aus dem Kreisgebiet verschleppten die NS-Schergen 1941 ins Ghetto Riga. Sie überlebten das Konzentrationslager nicht.
Ob die NSDAP eine Gemeinde prägte, war nicht zuletzt von Einzelpersonen abhängig, die den Nazikult pflegten. Ortsgruppenleiter der NSDAP in Kastorf waren Ewald Haase und Theo Ritt. Der Bund Deutscher Mädel (BDM) traf sich regelmäßig im Keller des Herrenhauses bei einer gewissen Frau Halske, der Leiterin der NS-Frauenschaft. Im Mai 1933 wurde das Kastorfer Jungvolk (DJ) gegründet. Die Hitlerjugend (HJ) und das Deutsche Jungvolk trafen sich in einem alten, bei der Familie Behrends abgestellten Eisenbahnwaggon, den die Gemeinde zu diesem Zweck kaufte.
Durch das Groß-Hamburg-Gesetz über Groß-Hamburg und andere Gebietsbereinigungen bestimmte die Reichsregierung Hitler am 26. Januar 1937 die Umbenennung vom Lauenburgischen Landeskommunalverband in Kreiskommunalverband und den Verbleib des herzoglichen Domanialvermögens bei letzterem. Außerdem wurden mit Wirkung vom 1. April 1937 die bis dahin zu Hamburg gehörende Stadt Geesthacht sowie bislang 13 mecklenburgische und lübsche Enklaven dem Kreisgebiet eingegliedert. Dazu zählte auch die bis dahin stets zum Land Mecklenburg gehörende Domhalbinsel in Ratzeburg. Außerdem die Enklaven Hammer, Horst, Mannhagen, Panten und Walksfelde, die lübeckischen Exklaven Albsfelde, Behlendorf, Düchelsdorf, Giesensdorf, Groß Schretstaken, Harmsdorf, Hollenbek, Klein Schretstaken, Nusse, Poggensee, Ritzerau, Sierksrade und Tramm. NSDAP-Kreisleiter war der schon 1928 der NSDAP beigetretene Hans Gewecke. Gewecke ließ in Lauenburg eine große Herberge für die Hitlerjugend bauen.
Überall im Kreis Herzogtum-Lauenburg, in Fabriken, der Landwirtschaft und in Haushalten, wurden Zwangsarbeiter beschäftigt, um die deutschen eingezogenen Wehrpflichtigen zu ersetzen. Mehr als 10.000 Kriegsgefangene arbeiteten im Kreis, meist unter unmenschlichen Bedingungen, beispielsweise im Luftwaffentanklager in Büchen. Nach dem Hitler-Attentat vom 20. Juli 1944 lief die Aktion „Gewitter“ an. 23 Männer und 4 Frauen wurden in Lauenburg, Mölln, Ratzeburg, Schwarzenbek und Geesthacht verhaftet, darunter der ehemalige SPD-Kreistagsabgeordnete Ernst Schefe. Der 69-jährige Schwarzenbeker starb am 26. September 1944 im KZ Neuengamme.
Während des Zweiten Weltkrieges von 1939 bis 1945 blieb das Kreisgebiet in den ersten Jahren von unmittelbaren Kriegseinwirkungen weitgehend verschont. Das veränderte sich nach den Luftangriffen 1942/43 auf die benachbarten Großstädte Lübeck und Hamburg, die eine Massenflucht auslösten. Unzählige „Fliegergeschädigte“ suchten Zuflucht im Kreis Herzogtum Lauenburg, wo sie häufig lange über die Zeit des Krieges hinaus wohnen blieben. Ab dem Sommer 1944 zog zudem ein immenser Flüchtlingsstroms der Vertriebenen aus dem Osten auf der Flucht vor der Roten Armee in das Kreisgebiet. Kurz vor Kriegsende, am 19. April 1945, waren die britischen Truppen bis zur Südseite des Elbufers, gegenüber von Lauenburg, vorgedrungen. Die Deutsche Wehrmacht sprengte die Elbbrücke Lauenburg. Durch den Beschuss der Stadt am 28. und 29. April 1945 wurden große Teile Lauenburgs zerstört und zahlreiche Menschen getötet. Im Mai 1945 beendete die Britische Besetzung die Zeit des Nationalsozialismus in Schleswig-Holsteins endgültig.

### Nachkriegszeit
Nach dem Zweiten Weltkrieg wurde der Kreis Teil der britischen Besatzungszone. Durch Veränderung der Zonengrenze zwischen Großbritannien und der Sowjetunion im sogenannten Barber-Ljaschtschenko-Abkommen vom 13. November 1945 wurden die Nachbargemeinden Ratzeburgs, Ziethen, Mechow, Bäk und Römnitz, am 26. November 1945 dem Kreis Herzogtum Lauenburg zugeschlagen. Sie gehörten bis dahin zum mecklenburgischen Kreis Schönberg (bis 1934 Teil von Mecklenburg-Strelitz) und kamen im Austausch gegen die lauenburgischen Gemeinden Dechow, Thurow (heute Ortsteil der Gemeinde Roggendorf) und Lassahn (heute Ortsteil der Stadt Zarrentin am Schaalsee) zur britischen Zone. Diese Gebietsveränderung wurde auch nach der deutschen Wiedervereinigung 1990 beibehalten.
Die Regionalgeschichte des Kreises wird von den beiden Archivgemeinschaften im Kreisgebiet (AG Nordkreis und AG Südkreis) aufgearbeitet. Sie werden dabei vom Heimatbund und Geschichtsverein Herzogtum Lauenburg e. V. unterstützt, der 1949 als Fusion zweier bis dahin selbständigen Vereine (Verein für die Geschichte des Herzogtums Lauenburg, gegründet 1883, und Heimatbund Herzogtum Lauenburg, gegründet 1925) gebildet wurde. Er ist die älteste und mitgliederstärkste Kulturvereinigung im historischen Elbherzogtum. Er ist in sieben Bezirksgruppen untergliedert und widmet sich der Aufarbeitung und Darstellung der Regionalgeschichte sowie der Pflege der niederdeutschen Sprache, der Denkmalpflege und dem Umweltschutz. Er gibt seit 1925 die Zeitschrift Lauenburgische Heimat heraus.

### Einwohnerstatistik

#### Jeweiliges Kreisgebiet
Die Einwohnerzahlen beziehen sich auf den jeweiligen Gebietsstand.
| Jahr | Einwohner | Quelle |
| ---- | --------- | ------ |
| 1890 | 48.874    | [ 10 ] |
| 1900 | 51.833    | [ 10 ] |
| 1910 | 54.571    | [ 10 ] |
| 1925 | 58.235    | [ 10 ] |
| 1933 | 58.052    | [ 10 ] |
| 1939 | 69.965    | [ 10 ] |
| 1946 | 146.760   | [ 11 ] |
| 1950 | 150.218   | [ 10 ] |
| 1960 | 129.800   | [ 10 ] |
| 1970 | 141.700   | [ 12 ] |
| 1980 | 155.200   | [ 13 ] |
| 1990 | 159.400   | [ 10 ] |
| 2000 | 179.848   | [ 14 ] |
| 2010 | 186.874   | [ 14 ] |
| 2016 | 195.063   | [ 15 ] |

#### Heutiger Gebietsstand

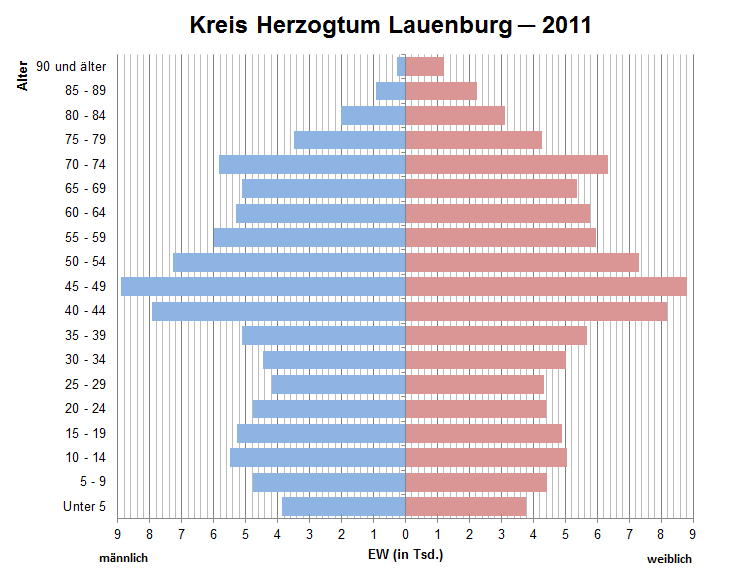
Bevölkerungspyramide für den Kreis Herzogtum Lauenburg (Datenquelle: Zensus 2011)

Die Einwohnerzahlen bis 1970 beziehen sich auf den Gebietsstand am 27. Mai 1970.
| Jahr            | Einwohner |
| --------------- | --------- |
| 1871 (1. Dez.)  | 54.650    |
| 1885 (1. Dez.)  | 55.930    |
| 1895 (2. Dez.)  | 57.770    |
| 1905 (1. Dez.)  | 60.910    |
| 1925 (16. Juni) | 66.390    |
| 1939 (17. Mai)  | 72.778    |
| 1950 (13. Sep.) | 150.218   |

| Jahr            | Einwohner |
| --------------- | --------- |
| 1961 (6. Juni)  | 130.453   |
| 1970 (27. Mai)  | 141.731   |
| 1987 (25. Mai)  | 153.473   |
| 2002 (30. Juni) | 182.596   |
| 2007 (31. Dez.) | 187.094   |
| 2012 (31. Dez.) | 187.905   |
| 2016 (31. Dez.) | 195.063   |

### Konfessionsstatistik
Gemäß dem Zensus 2011 waren 92.442 oder 49,4 % der 187.138 Einwohner evangelisch und 6,0 % römisch-katholisch; 44,6 % waren konfessionslos, gehörten einer anderen Glaubensgemeinschaft an oder machten keine Angaben. Die Zahl der Protestanten ist seitdem gesunken. Mit Stand 31. Dezember 2019 waren 76.287 (39 %) von den ca. 197.000 Einwohnern evangelisch. Anfang 2022 waren 36 % von den Einwohnern evangelisch.  Im Jahre 2022 gab es im Herzogtum etwa 1300 Kirchenaustritte (0,7 % der Gesamtbevölkerung). Anfang 2023 waren 34,6 % von den Einwohnern evangelisch, 8,7 % katholisch und 56,7 % waren konfessionslos oder gehörten einer anderen Glaubensgemeinschaft an.

## Politik

### Gliederung
Der Kreis ist im Gegensatz zu anderen in Schleswig-Holstein durch zahlreiche verhältnismäßig kleinere bis sehr kleine Gemeinden gekennzeichnet, in denen direkte Demokratie und Bürgerbeteiligung gelebt wird. Dies erklärt sich nicht zuletzt aus der historischen Fraktionalisierung in lauenburgische, mecklenburgische und lübeckische Ortschaften und die nicht lang zurückliegenden politischen Umgliederungen von 1937 und 1945. Die Verwaltung erfolgt zumeist durch Ämter, die selbst auch nur eine sehr überschaubare Größe haben. Aber schon die Umgliederungen der Gemeinden unter diese Ämter nach 1945 hat durchaus das Potential von Sprengstoff in dieser Gegend ausgeprägter direkter Demokratie. Insofern wird der Kreis vom geplanten schleswig-holsteinischen Verwaltungsstrukturgesetz nicht unerheblich betroffen werden: nach dem Entwurf des Kieler Innenministeriums wurde zum 1. April 2007 eine Mindestgröße von 8000 Einwohnern für Ämter und amtsfreie Gemeinden als Gebietsreform angestrebt. Damit waren ursprünglich sechs der elf Ämter des Kreises in ihrer Existenz bedroht, zum 1. Januar 2007 bestanden nur noch zehn von ihnen. Eine Mindestgröße für amtsangehörige Gemeinden ist hingegen bislang nicht vorgesehen. Auch hier weist der Kreis insbesondere im Osten um Ratzeburg herum eine Vielzahl von Kleinstgemeinden auf, die oftmals weniger als 100 Einwohner haben.
Bis zum Stichtag bestand für die Ämter die Möglichkeit zu freiwilligen Zusammenschlüssen, die nach dem Entwurf auch die Kreisgrenzen innerhalb des Landes hätten überschreiten können, aufgrund der Lage des Kreisgebietes wäre hier allerdings nur der benachbarte Kreis Stormarn in Frage gekommen, zu dem jedoch ein Konkurrenzverhältnis im Hamburger Speckgürtel besteht. Ein erster Ansatz für die Reduzierung von Verwaltungseinheiten lag in der Vergrößerung des zum Amt Lauenburgische Seen erstarkten ehemaligen Amtes Ratzeburg-Land, sowie im Zusammenschluss des Amtes Nusse mit dem Amt Sandesneben zum Amt Sandesneben-Nusse mit Sitz in Sandesneben und dem Beitritt der Gemeinden des Amtes Aumühle-Wohltorf einschließlich des Forstgutsbezirks Sachsenwald zum Amt Hohe Elbgeest, die zum 1. Januar 2008 stattfanden. Nach den Vorgaben des Innenministeriums erreichen bislang über die drei vorgenannten Ämter hinaus die Ämter Breitenfelde und Lütau nicht das gesetzte Ziel von 8000 Einwohnern im jeweiligen Amtsbezirk. Das Amt Breitenfelde ist daher zum 1. Januar 2007 eine vereinbarte Verwaltungsgemeinschaft nach § 19 a des Gesetzes über kommunale Zusammenarbeit mit der Stadt Mölln eingegangen.

### Kreistag
| Kreistagswahl Herzogtum Lauenburg 2023Wahlbeteiligung: 50,2 % 403020100 35,5 %20,6 %17,1 %9,7 %6,8 %4,9 %2,3 %1,7 %1,2 %0,2 %0,1 %n. k. % CDUSPDGrüneAfDFDPFWLinkeABBhBasisTierschutzPARTEIBISSGewinne und Verlusteim Vergleich zu 2018 %p 4 2 0 −2 −4 −6−0,4 %p−4,2 %p−1,0 %p+2,0 %p± 0,0 %p+2,5 %p−1,5 %p+1,7 %p+1,2 %p+0,2 %p−0,2 %p−0,2 %pCDUSPDGrüneAfDFDPFWLinkeABBBasisTierschutzPARTEIBISSAnmerkungen:h Aktive Bürger Büchen | Sitzverteilung im Kreistag Herzogtum Lauenburg seit 2023Insgesamt 63 Sitze - Linke: 1 - SPD: 13 - Grüne: 11 - ABB: 1 - FW: 3 - FDP: 4 - CDU: 23 - Basis: 1 - AfD: 6 |

Die Kreistagswahlen seit 1998 hatten folgende Ergebnisse:
| CDU                   | 41,2 % | 51,7 % | 41,0 % | 25     | 41,0 % | 19     | 35,9 % | 18     |
| SPD                   | 44,4 % | 29,4 % | 28,0 % | 16     | 32,1 % | 14     | 24,8 % | 12     |
| GRÜNE                 | 7,5 %  | 8,5 %  | 12,2 % | 7      | 16,6 % | 7      | 18,1 % | 9      |
| AfD                   | —      | —      | —      | —      | —      | —      | 7,7 %  | 4      |
| FDP                   | 6,9 %  | 6,6 %  | 10,3 % | 6      | 5,7 %  | 3      | 6,8 %  | 3      |
| LINKE                 | —      | —      | 6,4 %  | 3      | 3,1 %  | 1      | 3,8 %  | 2      |
| FREIE WÄHLER          | —      | —      | —      | —      | —      | —      | 2,4 %  | 1      |
| Die PARTEI            | —      | —      | —      | —      | —      | —      | 0,3 %  | 0      |
| BISS                  | —      | —      | —      | —      | —      | —      | 0,2 %  | 0      |
| Rechtsstaatliche Liga | —      | —      | —      | —      | 1,6 %  | 1      | —      | —      |
| NPD                   | —      | —      | 2,1 %  | 1      | —      | —      | —      | —      |
| Schill                | —      | 3,8 %  | —      | —      | —      | —      | —      | —      |
| Gesamt                | 100 %  | 100 %  | 100 %  | 58     | 100 %  | 45     | 100 %  | 49     |
| Wahlbeteiligung       | 65,4 % | 56,7 % | 52,7 % | 52,7 % | 48,8 % | 48,8 % | 49,2 % | 49,2 % |

### Landräte

#### Ständische Landräte
- August Louis Detlev von Schrader, Landrat und Abgeordneter der Lauenburgischen Landesversammlung (1848–1853)
- 1852–1856: Friedrich Christian Ferdinand von Pechlin, dänischer Gouverneur und Landdrost
- Ernst Philipp Berckemeyer (1852–?), lauenburgischer Gutsherr (1808–1879) und Abgeordneter
- Ottokar von Witzendorff (ab 1854), ab 1873 lautete sein Titel Landschaftsrat (zur Unterscheidung vom preußischen Landrat)

Von 1873 bis 1882 war für die laufende Verwaltung und die Besetzung von Beamtenstellen der Erblandmarschall verantwortlich. Dem Landrat als preußischem Beamten oblag lediglich die Aufsicht über die staatliche Verwaltung.

#### Preußische und Schleswig-Holsteinische Landräte
- 1873–1874: Regierungsassessor Jungbluth
- 1874–1880: Andreas von Bernstorff
- 1880–1882: Albert von Bennigsen-Foerder (1838–1886)

Seit 1. Oktober 1882 war der Landrat neben der Staatsaufsicht auch für die kommunale Selbstverwaltung zuständig.
- 1882–1897: Oskar von Dolega-Kozierowski
- 1897–1900: Konrad Finck von Finckenstein
- 1900–1907: Friedrich von Bülow
- 1907–1919: Emil Mathis
- 1919–1927: Kurt Schönberg
- 1927–1933: Gustav Vogt
- 1933–1938: Theodor Fründt, NSDAP
- 1939–1945: Erich Jüttner, NSDAP; während seines Kriegsdienstes von 1942 bis 1945 kommissarisch: Traugott von Heintze, NSDAP

Zu einer Veränderung der Verwaltungsstruktur kam es nach dem Zweiten Weltkrieg mit der 1946 von der britischen Militärregierung erlassenen Kreissatzung: Vorübergehend fungierte der Landrat nun als ehrenamtlicher Vorsteher des Kreistages, die Verwaltungsgeschäfte wurden einem so genannten Kreisdirektor übertragen.
Später jedoch übernahm der Landrat wieder die Leitung der Kreisverwaltung.
- 1945–1946: Ewald Raaz, dann Kreisdirektor
- 1946–1948: Wilhelm Gülich, SPD
- 1948–1950: Fritz Vagt, CDU
- 1950–1969: Gerhard Wandschneider, parteilos
- 1969–1975: Klaus Prößdorf
- 1975–2002: Günter Kröpelin, CDU
- 2002–2015: Gerd Krämer, parteilos
- seit 2015: Christoph Mager, CDU

### Kreispräsidenten
Der Kreispräsident ist Vorsitzender des Kreistages und wird aus dessen Mitte gewählt. Er leitet die Sitzungen des Kreistages und repräsentiert den Kreis gemeinsam mit dem Landrat nach außen.
- 1974–1982: Heinrich Hagemann, CDU
- 1982–1990: Hermann Heins, CDU
- 1990–1994: Norbert Brackmann, CDU
- 1994–2003: Helga Hinz, SPD
- 2003–2023: Meinhard Füllner, CDU
- 2023–2024: Anja Harloff, CDU
- seit 2025: Michael Sauerland, CDU

### Wappen, Flagge und Siegel
Wappenbeschreibung
„In Rot mit zwölffach von Silber und Schwarz gestücktem Bord ein rechtsgewendeter silberner Pferdekopf. Über dem Schild eine goldene Königskrone.“
Bedeutung
Mit Patent vom 13. September 1865 nahm der König von Preußen Besitz vom Herzogtum Lauenburg. Sofort stellte man sich in Berlin die Frage, wie das neue Wappen von Lauenburg auszusehen habe. Am 12. November 1866 entschied der König von Preußen auf Vorschlag seiner zuständigen Ministerien, dass das hergebrachte Lauenburgische Wappen – ein silberner Pferdekopf im roten Felde – beibehalten, aber mit einer schwarzen und weißen Umsäumung versehen werden solle.
Diese Verleihung hat die Königlich Preußische, Herzoglich Lauenburgische Regierung im offiziellen Wochenblatt für das Herzogtum Lauenburg Nr. 25 vom 13. April 1867 verkündet. Die auf dem Schilde ruhende preußische Königskrone hat die Regierung zu Ratzeburg eigenmächtig hinzugefügt. Dieses Wappen gilt auch heute noch unverändert.
Beschreibung der Flagge

Hissflagge
Bannerflagge

„Die Kreisflagge zeigt das Kreiswappen auf weißem Grund; über dem Kreiswappen und darunter befindet sich in dem weißen Grund je ein schwarzer horizontaler Streifen.“
Die Annahme der Kreisflagge erfolgte 1948.
Beschreibung des Siegels
„Das Dienstsiegel zeigt das Kreiswappen mit der Umschrift ‚Kreis Herzogtum Lauenburg‘.“

## Wirtschaft und Infrastruktur
Das wirtschaftliche Schwergewicht des Kreises liegt im Hamburger Speckgürtel, während der östliche Teil im wasserreichen Naturpark Lauenburgische Seen mehr zum sanften Tourismus tendiert und landwirtschaftlich geprägt ist. Der Kreis gehört zur Metropolregion Hamburg.
Im Zukunftsatlas 2016 belegte der Kreis Herzogtum Lauenburg Platz 203 von 402 Landkreisen, Kommunalverbänden und kreisfreien Städten in Deutschland und zählt damit zu den Regionen mit „ausgeglichenem Chancen-Risiko-Mix“ für die Zukunft.

### Beteiligung an Wirtschaftsunternehmen
- Abfallwirtschaftsüdholstein (AWSH)
- Herzogtum Lauenburg Marketing und Service GmbH (HLMS)
- Wirtschaftsförderungsgesellschaft Herzogtum Lauenburg (WFL)
- BQG Personalentwicklung GmbH (BQG)

### Verkehr
Die Verkehre in Richtung Süden und Südwesten sind geografisch durch die Elbe und die über diese führenden Brücken und Fähren wie die Elbbrücke Lauenburg vorbestimmt.
- Der öffentliche Personennahverkehr im Kreisgebiet wurde 2003 in den Hamburger Verkehrsverbund eingegliedert.
- Die Anbindung an das Autobahnnetz erfolgt über die A 1 (Hamburg – Lübeck) im Westen, die A 25 (Geesthacht – Hamburg) im Süden, A 24 (Hamburg – Berlin) und die A 20 (Lübeck – Rostock) im Norden.
- Am 1. Juli 1956 wurde dem Kreis bei der Einführung der bis heute gültigen Kfz-Kennzeichen das Unterscheidungszeichen RZ (Ratzeburg) zugewiesen. Es wird durchgängig bis heute ausgegeben.
- Eisenbahnverbindungen bestehen von Hamburg über Schwarzenbek nach Büchen und weiter nach Berlin sowie von Lüneburg, in Büchen mit vorgenannter Strecke kreuzend, weiter über Mölln-Ratzeburg auf der Strecke Richtung Lübeck. Beide werden von der Deutsche Bahn AG betrieben. Die Kaiserbahn von Ratzeburg über Schmilau nach Hollenbek wird nunmehr als Erlebnisbahn Ratzeburg touristisch für Draisinenfahrten genutzt. Dies war früher die Verbindung von Ratzeburg nach Hagenow Land in Mecklenburg-Vorpommern, welche durch die Innerdeutsche Grenze unterbrochen wurde. Von Hamburg-Bergedorf nach Geesthacht gibt es die Bergedorf-Geesthachter Eisenbahn, wo heute nur noch Güter- und Museumsbahnverkehr betrieben wird. Sie gehört der AKN.
- Des Weiteren gab es noch folgende Eisenbahnstrecken im Kreisgebiet: Schwarzenbek – Trittau – Bad Oldesloe; Mölln – Hollenbek; Ratzeburg – Berkenthin – Bad Oldesloe (als Teil der Kaiserbahn); Ratzeburg – Ratzeburg Stadt – Mustin (Klein Thurow). Alle genannten Strecken sind stillgelegt und abgebaut worden.
- Im Elbhafen von Lauenburg beginnt der 1900 eröffnete Elbe-Lübeck-Kanal, der das mitteleuropäische Wasserstrassennetz über die Trave bei Lübeck mit der Ostsee verbindet, die Wege am Kanal dienen – wie die Alte Salzstraße – als (Rad-)Wanderweg.
- Mit dem Segelfluggelände Grambeker Heide (zugelassen für Segelflugzeuge, Motorsegler, Ultraleicht-Flugzeuge und stark begrenzt auch Motorflugzeuge) zwischen Mölln und Grambek besitzt der Kreis seinen einzigen Flugplatz. Die nächsten internationalen Flughäfen sind der Flughafen Lübeck-Blankensee und der Hamburger Flughafen Fuhlsbüttel.

### Kultur
Wichtiger Kulturträger im Kreisgebiet ist die private Stiftung Herzogtum Lauenburg.

### Medien
Im Herzogtum Lauenburg ist keine lokale Tageszeitung beheimatet. Mit der „Lauenburgischen Landeszeitung“ erscheint jedoch eine Regionalausgabe der Bergedorfer Zeitung, die auch Redaktionen in Lauenburg, Schwarzenbek und Geesthacht unterhält. Die Lübecker Nachrichten unterhalten ein Redaktionsbüro in Mölln und produzieren zwei bis vier speziell auf den Landkreis zugeschnittene Regionalseiten. Beide Zeitungen veröffentlichen auch lokale Inhalte für den Landkreis auf ihren Internetseiten in einer jeweils eigenen Rubrik. Zudem gibt es im Kreis Herzogtum Lauenburg zwei Anzeigenblatt-Verlage. Mit „Radio RZ 1“ und „Mölln TV“ gibt es ausschließlich über Internet empfangbare Hörfunk- bzw. Fernsehsender. Zudem werden die beiden Online-Zeitungen „Herzogtum Direkt“ und „Lauenburger Online Zeitung“ veröffentlicht.

### Natur
Der Kreis ist ein wichtiges Naherholungsgebiet der Hamburger und Lübecker. Bekannt sind der Naturpark Lauenburgische Seen und der Sachsenwald.

### Schutzgebiete
Im Landkreis befinden sich 29 ausgewiesene Naturschutzgebiete (Stand Februar 2017).

## Kunstschätze
Der Kreis ist Besitzer eines bemerkenswerten Kunstschatzes: des Ratzeburger Gobelin-Zyklus von Wanda Bibrowicz im Sitzungssaal des Alten Kreishauses in Ratzeburg.

## Gemeinden
(Einwohner am 31. Dezember 2024)
Amtsfreie Gemeinden
1. Geesthacht, Stadt (33.519)
2. Lauenburg/Elbe, Stadt (11.657)
3. Mölln, Stadt (19.627)
4. Ratzeburg, Stadt (15.026)
5. Schwarzenbek, Stadt (16.999)
6. Wentorf bei Hamburg (13.414)

Ämter mit amtsangehörigen Gemeinden (* = Sitz der Amtsverwaltung)
1. Amt Berkenthin (8467)
  1. Behlendorf (395)
  2. Berkenthin* (2201)
  3. Bliestorf (627)
  4. Düchelsdorf (161)
  5. Göldenitz (243)
  6. Kastorf (1202)
  7. Klempau (616)
  8. Krummesse (1613)
  9. Niendorf bei Berkenthin (184)
  10. Rondeshagen (803)
  11. Sierksrade (422)
2. Amt Breitenfelde (6989)
(Sitz: Mölln)
  1. Alt-Mölln (845)
  2. Bälau (224)
  3. Borstorf (306)
  4. Breitenfelde (2136)
  5. Grambek (575)
  6. Hornbek (202)
  7. Lehmrade (630)
  8. Niendorf a. d. St. (665)
  9. Schretstaken (505)
  10. Talkau (557)
  11. Woltersdorf (344)
3. Amt Büchen (15.339)
  1. Besenthal (98)
  2. Bröthen (320)
  3. Büchen* (6733)
  4. Fitzen (393)
  5. Göttin (71)
  6. Gudow (1760)
  7. Güster (1279)
  8. Klein Pampau (673)
  9. Langenlehsten (184)
  10. Müssen (1237)
  11. Roseburg (540)
  12. Schulendorf (472)
  13. Siebeneichen (295)
  14. Tramm (343)
  15. Witzeeze (941)
4. Amt Hohe Elbgeest (21.181)
  1. Aumühle (3254)
  2. Börnsen (4702)
  3. Dassendorf* (3420)
  4. Escheburg (4075)
  5. Hamwarde (884)
  6. Hohenhorn (522)
  7. Kröppelshagen-Fahrendorf (1361)
  8. Wiershop (219)
  9. Wohltorf (2575)
  10. Worth (169)
  11. Sachsenwald (Forstgutsbezirk), gemeindefreies Gebiet
5. Amt Lauenburgische Seen (14.230)
(Sitz: Ratzeburg)
  1. Albsfelde (76)
  2. Bäk (908)
  3. Brunsmark (157)
  4. Buchholz (237)
  5. Einhaus (444)
  6. Fredeburg (44)
  7. Giesensdorf (170)
  8. Groß Disnack (84)
  9. Groß Grönau (3795)
  10. Groß Sarau (1125)
  11. Harmsdorf (311)
  12. Hollenbek (476)
  13. Horst (269)
  14. Kittlitz (295)
  15. Klein Zecher (243)
  16. Kulpin (214)
  17. Mechow (135)
  18. Mustin (740)
  19. Pogeez (520)
  20. Römnitz (60)
  21. Salem (693)
  22. Schmilau (566)
  23. Seedorf (575)
  24. Sterley (925)
  25. Ziethen (1168)
6. Amt Lütau (3864)
(Sitz: Lauenburg/Elbe)
  1. Basedow (614)
  2. Buchhorst (151)
  3. Dalldorf (348)
  4. Juliusburg (180)
  5. Krukow (162)
  6. Krüzen (365)
  7. Lanze (273)
  8. Lütau (654)
  9. Schnakenbek (907)
  10. Wangelau (210)
7. Amt Sandesneben-Nusse (15.761)
  1. Duvensee (564)
  2. Grinau (278)
  3. Groß Boden (204)
  4. Groß Schenkenberg (562)
  5. Klinkrade (631)
  6. Koberg (787)
  7. Kühsen (348)
  8. Labenz (918)
  9. Lankau (456)
  10. Linau (1225)
  11. Lüchow (306)
  12. Nusse (1153)
  13. Panten (659)
  14. Poggensee (372)
  15. Ritzerau (293)
  16. Sandesneben* (1859)
  17. Schiphorst (685)
  18. Schönberg (1438)
  19. Schürensöhlen (164)
  20. Siebenbäumen (591)
  21. Sirksfelde (348)
  22. Steinhorst (580)
  23. Stubben (388)
  24. Walksfelde (227)
  25. Wentorf (Amt Sandesneben) (725)
8. Amt Schwarzenbek-Land (10.162)
(Sitz: Schwarzenbek)
  1. Basthorst (450)
  2. Brunstorf (783)
  3. Dahmker (161)
  4. Elmenhorst (876)
  5. Fuhlenhagen (374)
  6. Grabau (358)
  7. Groß Pampau (187)
  8. Grove (258)
  9. Gülzow (1321)
  10. Hamfelde (555)
  11. Havekost (199)
  12. Kankelau (217)
  13. Kasseburg (594)
  14. Kollow (606)
  15. Köthel (295)
  16. Kuddewörde (1720)
  17. Möhnsen (539)
  18. Mühlenrade (215)
  19. Sahms (454)

 Gemeinde- und Ämterkarte 
 Ehemalige Gemeinden 
Die folgenden Gemeinden des Kreises Herzogtum Lauenburg wurden während seines Bestehens in andere Gemeinden eingegliedert oder schieden aus dem Kreis aus:
| Gemeinde           | eingemeindet nach       | Datum              |
| ------------------ | ----------------------- | ------------------ |
| Anker              | Lankau                  | 30. September 1928 |
| Bartelsdorf        | Schulendorf             | 1. April 1938      |
| Bergrade           | Duvensee                | 1. April 1939      |
| Besenhorst         | Düneberg                | 30. September 1928 |
| Dargow             | Salem                   | 1. April 1938      |
| Dechow             | zum Landkreis Schönberg | 28. November 1945  |
| Domhof Ratzeburg   | Ratzeburg               | 1. Oktober 1937    |
| Düneberg           | Geesthacht              | 1. Oktober 1937    |
| Franzdorf          | Schönberg               | 1. April 1938      |
| Franzhagen         | Schulendorf             | 1. April 1938      |
| Gretenberge        | Lankau                  | 30. September 1928 |
| Groß Berkenthin    | Berkenthin              | 1. Oktober 1938    |
| Groß Klinkrade     | Klinkrade               | 1. April 1936      |
| Groß Schretstaken  | Schretstaken            | 1. April 1939      |
| Groß Zecher        | Seedorf                 | 1. April 1938      |
| Grünhof-Tesperhude | Geesthacht              | 1. April 1942      |
| Hakendorf          | Lassahn                 | 30. September 1928 |
| Hammer             | Panten                  | 1. April 1938      |
| Hollenbeck         | Berkenthin              | 1. Oktober 1938    |
| Holstendorf        | Groß Sarau              | 1. Dezember 1971   |
| Hornstorf          | Groß Sarau              | 30. September 1928 |
| Kählstorf          | Berkenthin              | 1. Oktober 1938    |
| Klein Berkenthin   | Berkenthin              | 1. Oktober 1938    |
| Klein Disnack      | Pogeez                  | 1. Februar 1974    |
| Klein Klinkrade    | Klinkrade               | 1. April 1936      |
| Klein Sarau        | Groß Sarau              | 1. Dezember 1971   |
| Klein Schretstaken | Schretstaken            | 1. April 1939      |
| Klein Thurow       | Thurow                  | 30. September 1928 |
| Lassahn            | zum Landkreis Hagenow   | 28. November 1945  |
| Mannhagen          | Panten                  | 1. April 1938      |
| Nüssau             | Büchen                  | 1. Oktober 1937    |
| Pötrau             | Büchen                  | 1. Oktober 1937    |
| Rothenbek          | Kuddewörde              | 1. April 1938      |
| Rothenhausen       | Groß Schenkenberg       | 1. April 1938      |
| Sankt Georgsberg   | Ratzeburg               | 1. April 1928      |
| Sarnekow           | Besenthal               | 25. März 1926      |
| Techin             | Lassahn                 | 30. September 1928 |
| Thurow             | zum Landkreis Schönberg | 28. November 1945  |

Bis zu ihrer Auflösung in den 1920er Jahren gab es im Kreis Herzogtum Lauenburg außerdem eine größere Zahl von Gutsbezirken.

## Beteiligungen
Der Landkreis ist Gesellschafter der PD – Berater der öffentlichen Hand.